# Michail Nikolajewitsch Sagoskin

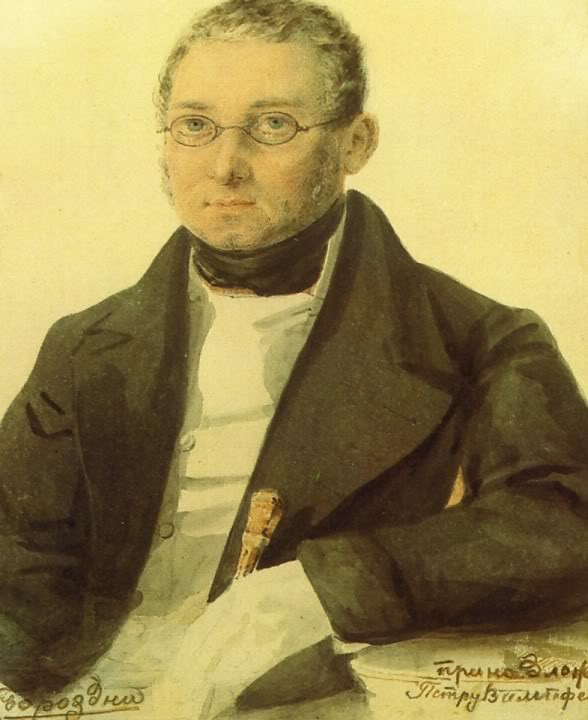
Michail Sagoskin um 1840

Michail Nikolajewitsch Sagoskin (russisch Михаил Николаевич Загоскин, wiss. Transliteration Michail Nikolaevič Zagoskin; * 14. Julijul. / 25. Juli 1789greg. im Dorf Ramsai, Landkreis Pensa, Gouvernement Pensa; † 23. Junijul. / 5. Juli 1852greg. in Moskau) war ein russischer Romanschriftsteller, Lustspieldichter, Dramaturg, Direktor der Moskauer Theater und der Rüstkammer des Moskauer Kremls.
Seine historischen Romane, seit Beginn der 1830er Jahre erschienen, brachten ihm den Beinamen russischer Walter Scott. Von Michail Sagoskin kamen insgesamt 29 Bände Prosa und 18 Bühnenstücke heraus.

## Leben
Michail, Sohn des Pensaer Gutsbesitzers Nikolai Michailowitsch Sagoskin (1761–1824) und dessen Ehefrau Natalja Michailowna, schlug bereits um 1802 in Petersburg die Beamtenlaufbahn ein; begann diese in der Kanzlei des späteren russischen Finanzministers Graf Golubzow. 1807 wechselte Michail Sagoskin in das russische Staatliche Bergbauamt und war darauf zwei Jahre in der russischen Staatsbank tätig. Während des Vormarsches der Grande Armée Napoleons meldete sich Michail Sagoskin am 9. August 1812 bei der Petersburger Landwehr, die General Wittgensteins 1. Infanterieregiment unterstützen sollte. Bereits im Oktober wurde Michail Sagoskin vor Polozk eingesetzt und in der Schlacht am Bein verwundet. Mit der Tapferkeitsmedaille dekoriert, kämpfte er bis zur Auflösung der Landwehr am 24. Dezember 1813 als Adjutant von General Löwis und kehrte nach beendeter Belagerung von Danzig Anfang 1814 heim. Auf seinem Landgut in Ramsai schrieb er die Komödie Der Schlingel – einen Einakter.
1815 bis 1820 wohnte Michail Sagoskin auf dem Petersburger Newski-Prospekt im Haus Jakowlew (Nr. 96). Zunächst diente er wieder im Staatlichen Bergbauamt. Bereits 1816 gab er die Beamtenlaufbahn auf. Der Verfasser des Schlingels schrieb noch vier Komödien und wurde ein bekannter Theaterdichter. Ende 1817 wurde er zum Mitglied der Programmdirektion der Kaiserlichen Theater ernannt. 1818 trat Michail Sagoskin als Hilfsbibliothekar in die Russische Nationalbibliothek ein. Im Dezember 1819 wählte ihn die Gesellschaft Liebhaber der Russischen Literatur zu ihrem Mitglied. Michail Sagoskin schrieb um 1819 in Petersburg noch zwei Stücke, gab im Juli 1820 die Stellung in der Bibliothek auf und ließ sich in Moskau nieder.
Seine beiden 1822 und 1823 verfassten Komödien Die Erben und Der Dorfphilosoph hatten an Moskauer Theatern großen Erfolg. Sein ganz oben erwähnter Aufstieg in das Moskauer Theater-Management begann ebenfalls 1823. Der 1829 veröffentlichte dreiteilige historische Roman Juri Miloslawski oder die Russen im Jahr 1612 wurde in sechs Sprachen übersetzt und von Belinski als „der erste gute russische Roman“ gelobt. Der Erfolg des Romans brachte Michail Sagoskin 1833 die Mitgliedschaft in der Russischen Akademie. Zudem trat er der Russischen Akademie der Wissenschaften bei und übernahm die Leitung des Büros zur Verwaltung der Moskauer Theater.
Die erste Auflage des 1831 erschienenen Romans Roslawlew oder die Russen im Jahr 1812 war rasch vergriffen. Bis 1868 – dem Erscheinungsjahr von Tolstois Krieg und Frieden – blieb der Roslawlew beim russischen Leser der beliebteste Roman über die Befreiungskriege 1812. Askolds Grab, der dritte, 1833 erschienene historische Roman über die Zeit Wladimir I., kam zwar beim Leser nicht so gut wie seine beiden Romanvorgänger an, doch die gleichnamige Oper Werstowskis aus dem Jahr 1835 mit Michail Sagoskins Libretto wurde ein internationaler Erfolg. In den 1840er Jahren erschienen drei weitere historische Romane – Kusma Petrowitsch Miroschew (1842) handelte in der Zeit Katharina II.,
Der Brynsker Wald (1846) handelte in den Jugendjahren Peter I. und dann noch der Roman Die Russen im frühen 18. Jahrhundert (1848).

## Familie
Michail Sagoskin heiratete im Jahr 1816 Anna Dmitrijewna Wassilzowskaja (1792–1853). Aus der Ehe gingen zwei Söhne hervor: Dmitri (1818–1870) und Sergei (1833–1897). Der Archivar und Memoirenschreiber Sergei Michailowitsch Sagoskin wurde Geheimrat.
1852 fand Michail Sagoskin auf dem Friedhof des Moskauer Neujungfrauenklosters die letzte Ruhe. Sein in der Sowjetära zerstörter Grabstein wurde in neuerer Zeit restauriert.

## Ehrungen
- Russischer Orden der Heiligen Anna 1., 2. und 4. Klasse
- Orden des Heiligen Wladimir 3. und 4. Klasse
- Orden des Heiligen Stanislaus (Russisches Kaiserreich)[20] 1. Klasse
- Im Geburtsort Ramsai erinnert ein Denkmal an Michail Sagoskin. In Pensa wurde eine Straße nach ihm benannt.

## Werkrezeption
- Am Mittwoch, dem 6. März 1833 verurteilt Wolfgang Menzel im Morgenblatt für gebildete Stände (27. Jahrgang, Cotta, Stuttgart, Literaturblatt Nr. 25, S. 97–98) unter der Rubrik Romane im Roßlawlew (Leipzig 1832 – siehe unten) Michail Sagoskins einseitigen franzosenfeindlichen russischen Patriotismus, gibt den Romaninhalt wieder und schreibt: „Der größte Vorzug dieses Romans besteht in seinen lebenvollen Sittenschilderungen … Viele interessante Züge beweisen uns, daß die durchgreifende Natur der Russen die Gutmüthigkeit ist … Der Verfasser kämpft gegen einen Fehler des russischen Charakters, den er eine übertriebene Bescheidenheit nennt …“.
- Der anonyme Verfasser des Eintrags in Meyers Konversations-Lexikon – Bd. 17, siehe unten – schreibt anno 1909: „Seine [Michail Sagoskins] Schriften (Gesamtausgabe Petersb. 1898–1899, 10 Bde.) zeichnen sich durch Leichtigkeit der Darstellung, heitere Laune und treue Schilderung russischer Sitten, aber auch durch eine gewisse Nüchternheit aus.“
- In der Sowjetära wurden die historischen Romane Michail Sagoskins als nationalistisch, angelehnt an die diesbezügliche Doktrin Nikolaus I.[21], abgelehnt.

## Deutschsprachige Werkausgaben
- Juri Miloslawski oder die Russen im Jahr 1612. Übersetzer: Erhard Göring. Verlag A. W. Unger, Königsberg 1830[22]
- Roßlawlew oder die Russen im Jahr 1812. Ein historischer Roman von M. Sagoskin. Aus dem Russischen übersetzt von Erhard Göring. Verlag Carl Knobloch, Leipzig 1832[23]

## Anmerkung
1. ↑  Michails Mutter war eine Tante jenes Offiziers Nikolai Martynow, der Lermontow Ende Juli 1841 in Pjatigorsk im Duell tötete.